# Ибраево (Альшеевский район)
Ибраево (баш. Ибрай) — деревня в Ибраевском сельсовете Альшеевского района Республики Башкортостан России. Живут башкиры (2002).
Находится на правом берегу реки Дёмы.

## Население
| 2002 | 2009 | 2010 |
| ---- | ---- | ---- |
| 288  | ↗294 | ↘241 |

Историческая численность населения: в 1795 в 29 дворах проживало 153 человек, в 1865 в 92 дворах — 519 чел.; в 1906 — 603; 1920 — 708; 1939 — 547; 1959 — 466; 1989 — 250; 2002 — 288; 2010 — 241.
Национальный состав
Согласно переписи 2002 года, преобладающая национальность — башкиры (97 %).

## История
Основана по договору о припуске (оформлен в 1790, 1791) на вотчинных землях башкир Яик-Суби-Минской волости Ногайской дороги башкирами Бурзянской волости той же дороги. Названа по имени первопоселенца, известен его сын Исянбай Ибраев. 
Занимались скотоводством, земледелием, пчеловодством. 

## География

### Улицы
- Молодёжная,
- Центральная.

### Географическое положение
Расстояние до:
- районного центра (Раевский): 15 км,
- центра сельсовета (Новосепяшево): 5 км,
- ближайшей железнодорожной станции (Раевка): 15 км.

## Инфраструктура
Начальная школа (филиал осн. школы с. Новосепяшево), клуб.
Были мечеть, училище, водяная мельница. В 1906 зафиксированы мечеть, бакалейная лавка.

## Религия
В деревне есть мечеть.